# Ja sam za ples
"Ja sam za ples" (alfabeto cirílico sérvio: Ja сaм зa плес, tradução portuguesa: "Estou pronta para dançar") foi a canção que representou a antiga Jugoslávia no Festival Eurovisão da Canção 1987, interpretada em servo-croata (com algumas palavras inglesas pela banda Novi Fosili (constituída por: Sanja Doležal, Rajko Dujmić, Vladimir Kočiš-Zec, Marinko Colnago e Nenad Šarić). Foi a 21.ª canção (penúltima) a ser interpretada na noite do festival, a seguir à canção irlandesa "Hold Me Now, interpretada por Johnny Logan e antes da canção helvética "Moitié, moitié, interpretada por Carol Rich. A canção jugoslava terminou em quarto lugar, recebendo 92 pontos. A banda gravou uma versão em inglês "I wanna dance"

## Autores
- Letrista: Stevo Cvikić
- Compositor: Rajko Dujmić
- Orquestrador: Nikica Kalogjera

## Letra
A canção fala-nos de uma rapariga que se encontra num café junto à praia bebendo um sumo/suco e perto dali num bar tocava música rock. De repente surge um rapaz que lhe diz "Queres dançar" ela responde-lhe que ela está pronta para dançar. A canção, em termos de letra resume-se ao fa(c)to de a cantora dizer que deseja dançar. A canção tem muito ritmo e apela à dança.